# Skattfynd i Stockholms län

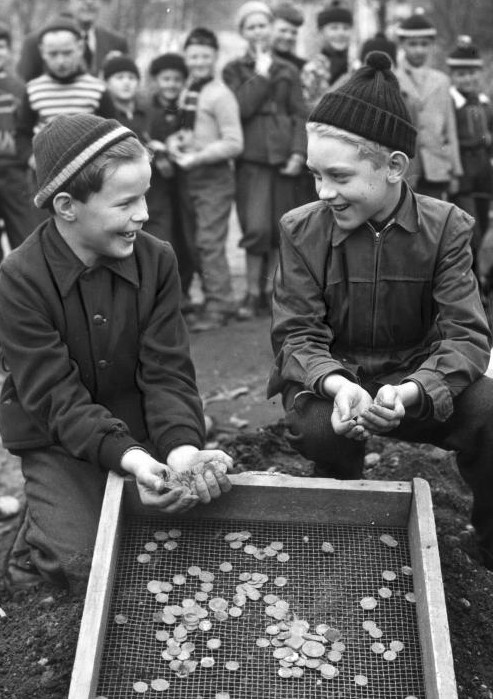
I maj 1955 hittade två pojkar Solbergaskatten i Solberga i Stockholm

I Stockholms län har ett tjugotal skattfynd gjorts sedan 1700-talets mitt. Några upptäcktes av en slump, andra i samband med arkeologiska utgrävningar. Den största skatten någonsin var Loheskatten, gömd 1743 och hittad 1937 av några byggnadsarbetare i ett hus i Gamla stan med adress Lilla Nygatan 5. Skatten vägde hela 200 kg och värderas idag till omkring 75 miljoner kronor. 
Det för närvarande (2011) senaste fyndet är Sundvedaskatten från år 2008. Där rör det sig om en vikingaskatt bestående av totalt 481 orientaliska silvermynt och ett enstaka mynt från Västeuropa. Sundvedaskatten var den största vikingatida silverskatten som grävdes upp i Mälarområdet sedan 1827, då en liknande, men dubbelt så tung skatt påträffades i Upplands-Väsby. 
Att hitta skatter genom slumpen hör allt mer till en sällsynthet, beroende på att schaktningar och grävarbeten nuförtiden utförs maskinellt med grävmaskiner istället för med handkraft. Fornfynd skall alltid anmälas till Riksantikvarieämbetet och en "skälig ersättning" utgår.

## Bakgrund

Johan Hadorph.

Under 1600-talet, när Sverige skulle visa sig som stormakt i Europa började statsmakten intressera sig för fornfynd. Meningen var att stärka bilden av Sveriges "ärorika historia". Mellan 1668 och 1684 genomdrev fornforskaren Johan Hadorph flera så kallade fyndplakat som bland annat stadgade att upphittaren av ett fornfynd som innehöll skatter skulle erhålla en tredjedel av metallvärdet i ersättning vid inlösen. Lagen var inte särskild attraktiv och lockade inte att anmäla sina skattfynd.
För att stimulera till fler anmälningar stadgades 1736 en ny, generösare lag som bestämde bland annat: Af nedgradfwen skatt, botnfynd, eller annat slikt, ther ej finns ägare til, tage jordägaren halft och halft then, som hitte. Är thet gammalt mynt, gull, silfwer, koppar, metall eller andra konststycken, tå bör Konungen biuda. Löser konungen thet in, gifte honomfulla wärdet, och en åttondel ther till; then lösn behålle han, som hitte.
Idag gäller Lag (1988:950) om kulturminnen m.m., där 16 § under "Inlösen och hittelön vid fornfynd" lyder Vid inlösen av fornfynd som enligt 4 § är hembudspliktigt skall ersättning utgå med ett belopp som är skäligt med hänsyn till fyndets beskaffenhet, för föremål av ädelmetall dock minst motsvarande metallvärdet efter vikt, uppräknat med en åttondel.  För fornfynd får även särskild hittelön lämnas. Frågor om inlösen, ersättning och hittelön prövas av Riksantikvarieämbetet.
Trots att lagen sedan 1736 lovar bättre ersättning finns det till dags dato bara ett tjugotal kända skattfynd i Stockholms län. Till de större fynden räknas Finnbodaskatten (1735), vikingaskatten vid Stora Väsby (1827),  Loheskatten (1937), Solbergaskatten (1955) och Sundvedaskatten (2008). Mellan 1779 och 1913 gjordes ytterligare fynd av vikingatida mynt bland annat i Enskede gård (Bägersta)  (ca 1779),  på Långholmen (1829), vid Inedalsgatan på Kungsholmen (1882) och i samband med bygget av Kungliga Tekniska högskolan (1913). Vanligaste fynden är mynt, smycken och bitar av silver och guld. Hittills har man hittat över 2 300 nergrävda skatter i hela Sverige, de flesta upptäcktes av en slump. Gotland har varit särskilt rikt på skattfynd.

## Skattfynd i urval

### Depåfynd från vikingatiden i Stockholm
Ett depåfynd omfattande femtiotvå silvermynt från vikingatiden påträffades i en bergsskreva vid schaktning för nybyggandet av Tekniska högskolan år 1913 och dateras till slutet av vikingatiden. Bland mynten fanns ett irländskt, ett svenskt mynt präglat för Olof Skötkonung, två efterbildningar av anglosaxiska mynt, 23 anglosaxiska mynt präglade för Ethelred II samt 24 tyska mynt.
Ett annat depåfynd har påträffats 1829 vid Långholmen, bestående av 66 silvermynt varav fyra anglosaxiska och resten tyska från Ottomanernas tid. Eventuellt äldre än det intressantare myntfyndet från 1913 vid Tekniska högskolan. 
Det vackraste vikingatida myntfyndet påträffades 1882 vid Inedalsgatan på Kungsholmen. Det mycket vackra fyndet består av ett mindre antal mynt, nio arabiska sådana därav tre med ögla, 27 anglosaxiska samt en ögleförsedd efterapning av ett bysantinskt mynt. Det intressanta i depåfyndet är bitsilvret och smyckena; ett runt spänne med banddjur i filigranteknik, något skadad med nålhållare på baksidan och fäste för kedja, vidare en silverskiva med graverade stiliserade växtornament, en snodd halsring, en dylik fast något sämre bevarad, en snodd armring samt en utböjd örring utan ornament.

### Finnbodaskatten

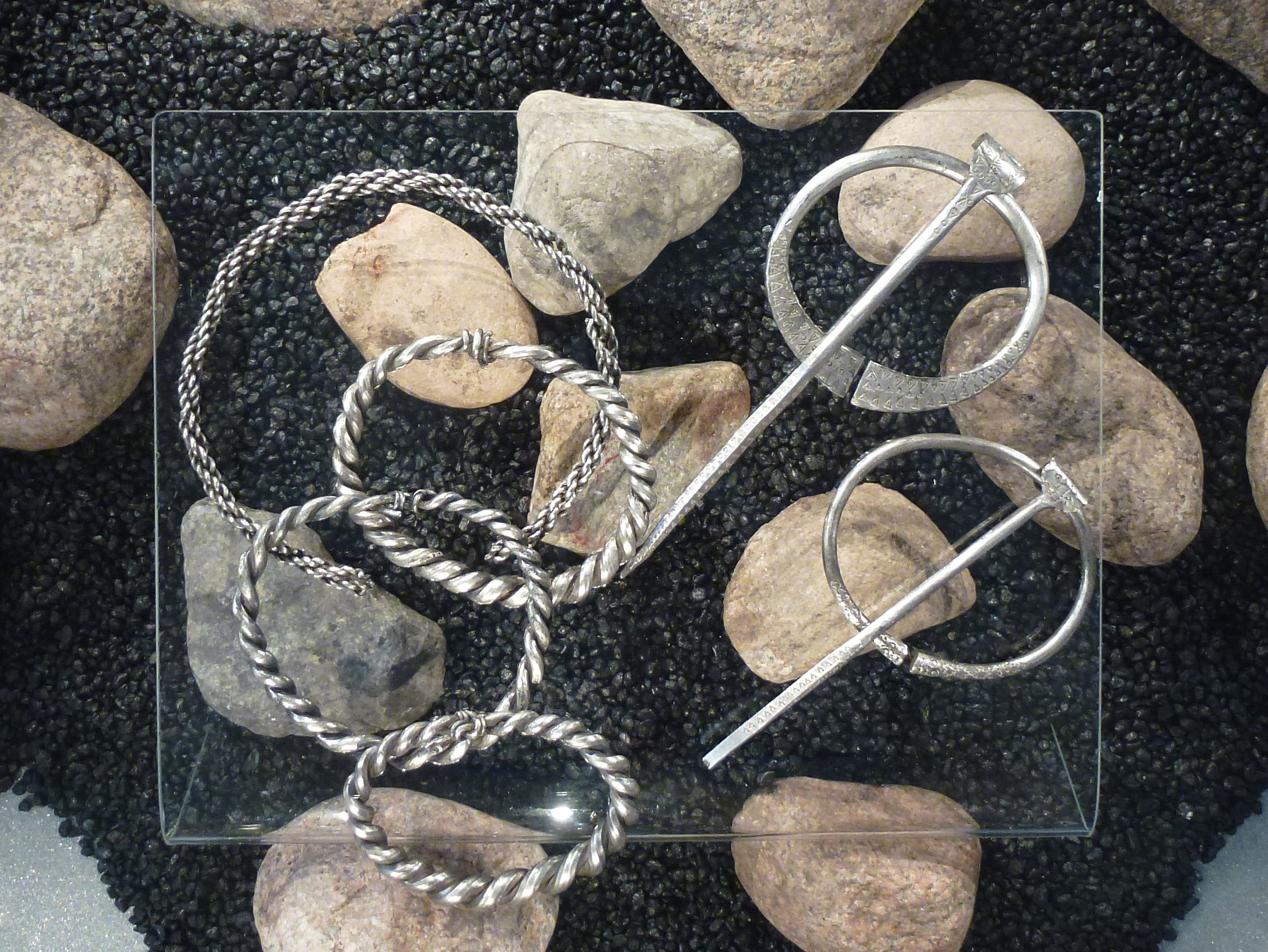
Några föremål ur Finnbodaskatten på Stockholms läns museum.

Som ett av de större skattfynden räknas den så kallade Finnbodaskatten. Det var en silverskatt som 1736 lämnades för inlösen till Antikvitetskollegiet, alltså samma år som den nya, generösare lagen trädde i kraft. Skatten hittades redan året innan, den 10 maj 1735 och fyndplatsen var en sluttning på Henriksdalsberget i nuvarande Nacka kommun, ovanför den plats där senare Finnboda varv skulle anläggas. 
Enligt anteckningarna bestod skatten av åtskilliga mynt. 1 af Tutils, några Arabiska, Tyska, Cölniska med en och annan af K. Edelreds tillika med några spennen och armband, en Sölia med ring förutom en stor hop brotter och vägde tillsammans 1 skålpund 25 ½ lod. En skålpund och 25½ lod motsvarar cirka 764 gram, det rörde sig om ett rätt stort fynd.
Värderingen lär ha blivit en besvikelse för upphittarna, några arbetare, eftersom Antikvitetskollegiet ansåg att man redan hade en tillräcklig stor samling med liknade mynt och endast ett mynt, fyra armringar, två ringnålar och en spännbuckla inlöstes, totalt 250 gram. Skatten hade en klar vikingatida karaktär och man antog att skatten grävdes ner under 1000- eller 1100-talet. Den höga branten vid Henriksdalsberget var visserligen inte bebodd under vikingatiden, men platsen hade strategisk betydelse, där man kunde övervaka inloppet till Mälaren.
Kring Finnbodaskatten uppstod en viss förvirring om dess ursprungliga vikt. Historikern Henrik Ahnlund uppgav 1966 att skatten vägde hela 7,6 kilogram och det rimmar illa med Antikvitetskollegiets exakta uppgifter från 1736 som uppgav 57½ lod eller 764 gram. Troligen beror felet på att Ahnlund av misstag skrev 572 istället för 57½ på sin gamla skrivmaskin, som saknade tecken för ”½” (572 lod motsvarar 7,6 kilogram).

### Loheskatten

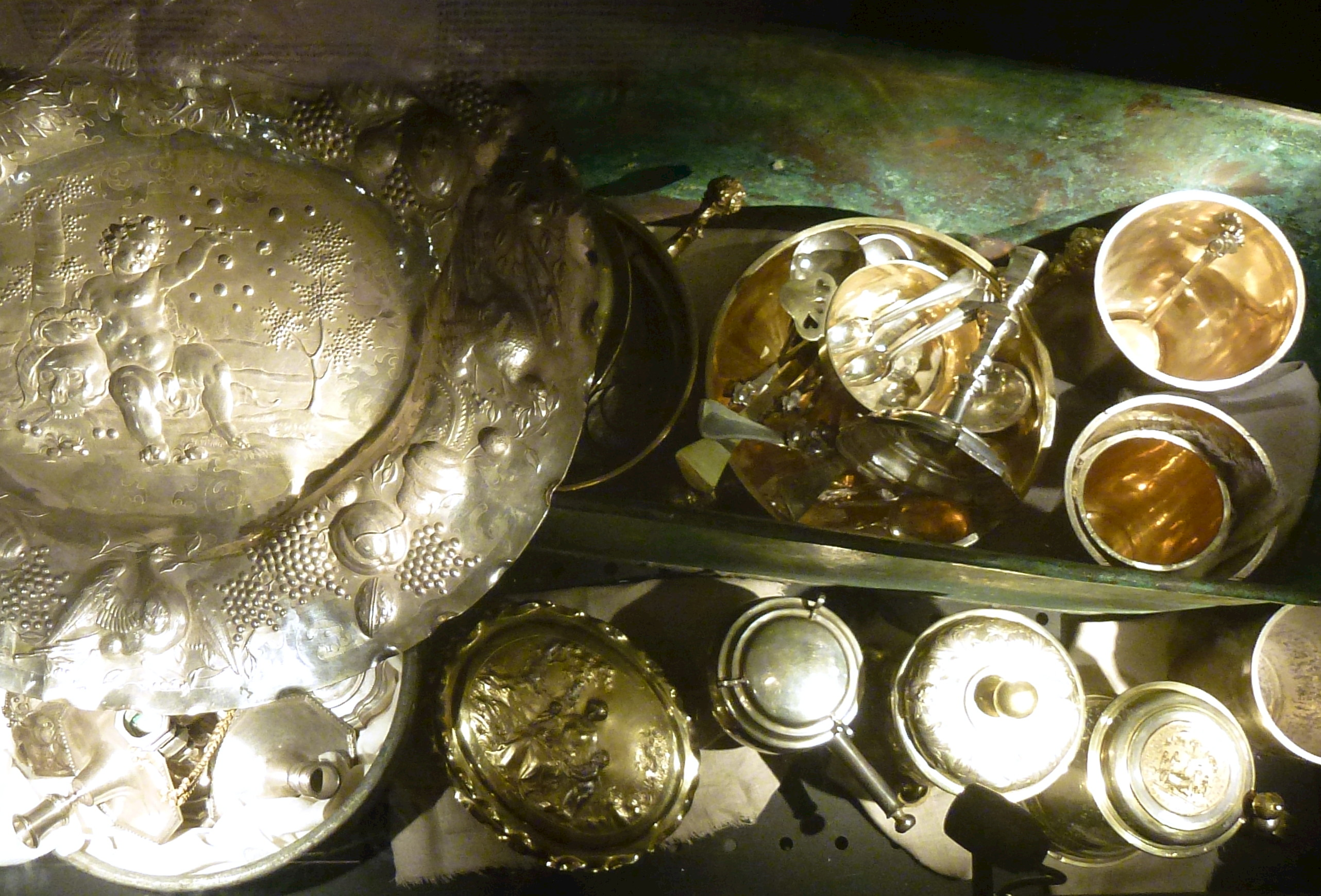
Delar av Loheskatten, Stockholms stadsmuseum, permanenta utställning.

Ett skattfynd som väckte stor massmedial uppmärksamhet var Loheskatten. Den vägde 205 kilogram och var den största som någonsin påträffats i Sverige. Fyndet gjordes den 15 oktober 1937 av byggnadsarbetarna Karl Westerberg och Gösta Karlsson, som jobbade med huset på Lilla Nygatan 5 i Gamla stan. Huset skulle renoveras och när man bröt upp betonggolvet i en före detta potatisaffär såg Karl Westerberg något som blänkte på spaden.  Det skulle snart visa sig att nedgrävt under golvet fanns en stor silverskatt innehållande drygt 18 000 silvermynt i stora kittlar och en mängd olika silverföremål, till största delen av svensk tillverkning, senare daterade mellan 1643 och 1741. Skatten tillhörde Johan Lohe med familj och gömdes under golvet i den så kallade "Stora daldansen" 1743. Släkten Lohe var en mycket förmögen familj som ägde huset. Familjen var känd för inbördes intriger, men varför de hade gömt skatten under golvet blev aldrig kartlagt trots många teorier.
Genom ett konstruktivt samarbete mellan olika museer i Stockholm lyckades man arrangera en utställning om skatten på bara tio dagar. Utställningen blev en publiksuccé, som slog alla tidigare rekord. År 1941 fick Statens historiska museum ett paket med posten som innehöll ytterligare ett föremål tillhörande Loheskatten. Det rörde sig om en präktig silversked liknande 17 andra i fyndet som utan kommentar hade postats på Träkvista poststation. Skeden hade en påskrift på baksidan 15/10 1937 (fynddagen) och hade kommit på avvägar under en kort, obevakad stund.
De fem personer som fann skatten fick 3 000 kronor i hittelön, som var mycket pengar för en arbetare på 1930-talet. Idag är Loheskatten värderad till omkring 75 miljoner kronor och den är utställd på Stockholms stadsmuseum samt i Myntkabinettet.

### Solbergaskatten
:Huvudartikel: Solbergaskatten
Solbergaskatten har sitt namn efter fyndplatsen Solberga i Älvsjö, södra Stockholm. Det märkliga med Solbergaskatten är att den hittades långt ifrån platsen, där den en gång grävdes ner i slutet av 1590-talet. Fyndet gjordes i maj 1955 av tioåringarna Thomas Björkman och Thomas Olsson när de lekte bland schaktmassorna från Stockholms innerstad, som hade tippats i Solberga. Efterforskningar visade att skatten måste ha följt med schaktmassorna från bygget för femte Hötorgsskrapan, huset närmast Sergels torg. Fyndet bestod av 2 132 silvermynt och några smycken. Tolv mynt var inte av svenskt ursprung.
Varför skatten gömdes på Norrmalm har förklarats med att Stadsholmen vid 1500-talets slut var nästan fullt bebyggd, varför staden hade börjat breda ut sig på malmarna. Området kring gömstället, strax nedanför Brunkebergsåsen, var sank. Bebyggelsen i närheten var gles och boende var främst folk från Slottet Tre kronor. Bebyggelsen bestod mest av malmgårdar där man odlade grönsaker och höll djur. Skatten innehöll ingen stor förmögenhet mätt efter dåtida mått. Med tanke på att några förlovningsringar fanns i skatten, har det föreslagits att det skulle ha varit en guldsmed som grävt ner den, alternativt att det rörde sig om stöldgods.
Solbergaskattens mynt sträcker sig över nästan hela 1500-talet. Det äldsta myntet är en halvörtug (silvermynt, började präglas under Albrekt av Mecklenburg ca 1370) utan årtal från Sten Sture d.y.:s tid som riksföreståndare (1512-1520) och slutmynt är en rijksdaler med årtalet 1598 från Västfriesland i det Förenade Nederländerna. Skatten inlöstes så småningom av Stockholms stadsmuseum för den då ansenliga summan av 2 500 kr.

### Sundvedaskatten

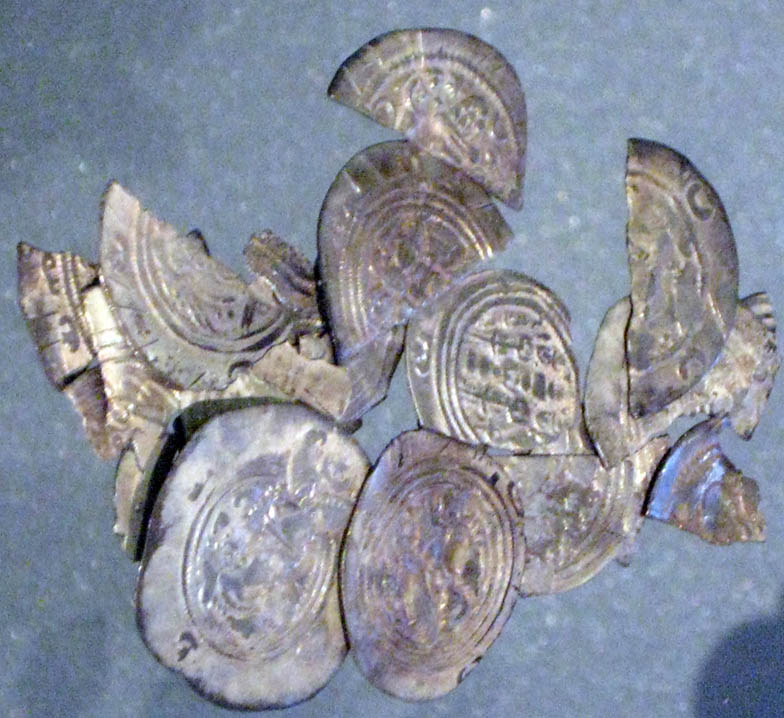
Mynt ur Sundvedaskatten, 2009.

Det skulle dröja över 50 år innan nästa stora skatt upptäcktes i Stockholmstrakten. Det rörde sig om Sundvedaskatten som påträffades den 1 april 2008 vid Steningehöjden mellan Märsta och Sigtuna. Sundvedaskatten var den största vikingatida silverskatt som hittats i Mälarområdet sedan 1827, då en liknande, men dubbelt så tung skatt påträffades i Upplands-Väsby (se avsnitt "Vikingaskatten i Stora Wäsby"). 
Fyndet gjordes i samband med arkeologiska undersökningar av en grav från äldre järnåldern inför byggandet av bostäder på Steningehöjden. Graven innehöll även en bengömma med brända ben, järnföremål och keramik. Själva skatten bestod av totalt 481 orientaliska silvermynt och ett enstaka mynt från Västeuropa. De flesta orientaliska mynten var präglade i den islamiska världen, bland annat i Damaskus och Bagdad, några var nordafrikanska. Det fanns också persiska (iranska) sassanidiska mynt från tiden före landets islamisering. Mynten härrörde från mitten av 600-talet till 840 e Kr. och skatten lades troligen ner i mitten av 800-talet e Kr. Skatten påträffades  i kanten av en grav som var cirka 1000 år äldre än själva skatten. Anledningen till det kan vara att den lagts ner av bybor som ville att den skulle skyddas av förfädernas andar.

### Skatten i Stora Wäsby
De sista silvermynten från skatten i Upplands Väsby grävdes ut av arkeologer så sent som år 2008 och det rörde sig om en skatt från 800-talet. Men skatten hittades redan 1827 av en piga från godset Stora Wäsby. Fyndet bestod av några arabiska silvermynt och traktens barn började gräva och fann minst 446 mynt, många av dem smältes dock ner. På 1800-talet såg man inte på samma sätt på mynten som man gör i dag.
Vikingatida nordbor hade behov av betalningsmedel, men de präglade inga egna mynt. Många av mynten från Stora Wäsby är delade eftersom det var silvret som var viktigt. Samma fenomen kunde observeras med mynten i Sundvedaskatten. Mynten importerades och silvret vägdes vid betalning. Enligt en teori, som bland annat  arkeologen Torun Zachrisson fört fram, kan vikingar ha grävt ner sitt silver som ett slags offer. När tiden gick och marken odlades spreds mynten över åkern. Första gången som platsen undersöktes i modern tid var 1999, då det påträffades 22 mynt. I och med undersökningen och utgrävningen år 2008, där man fann ytterligare 29 mynt och delar av kvinnospännen, bedöms platsen som tömd.

### Vårbyskatten

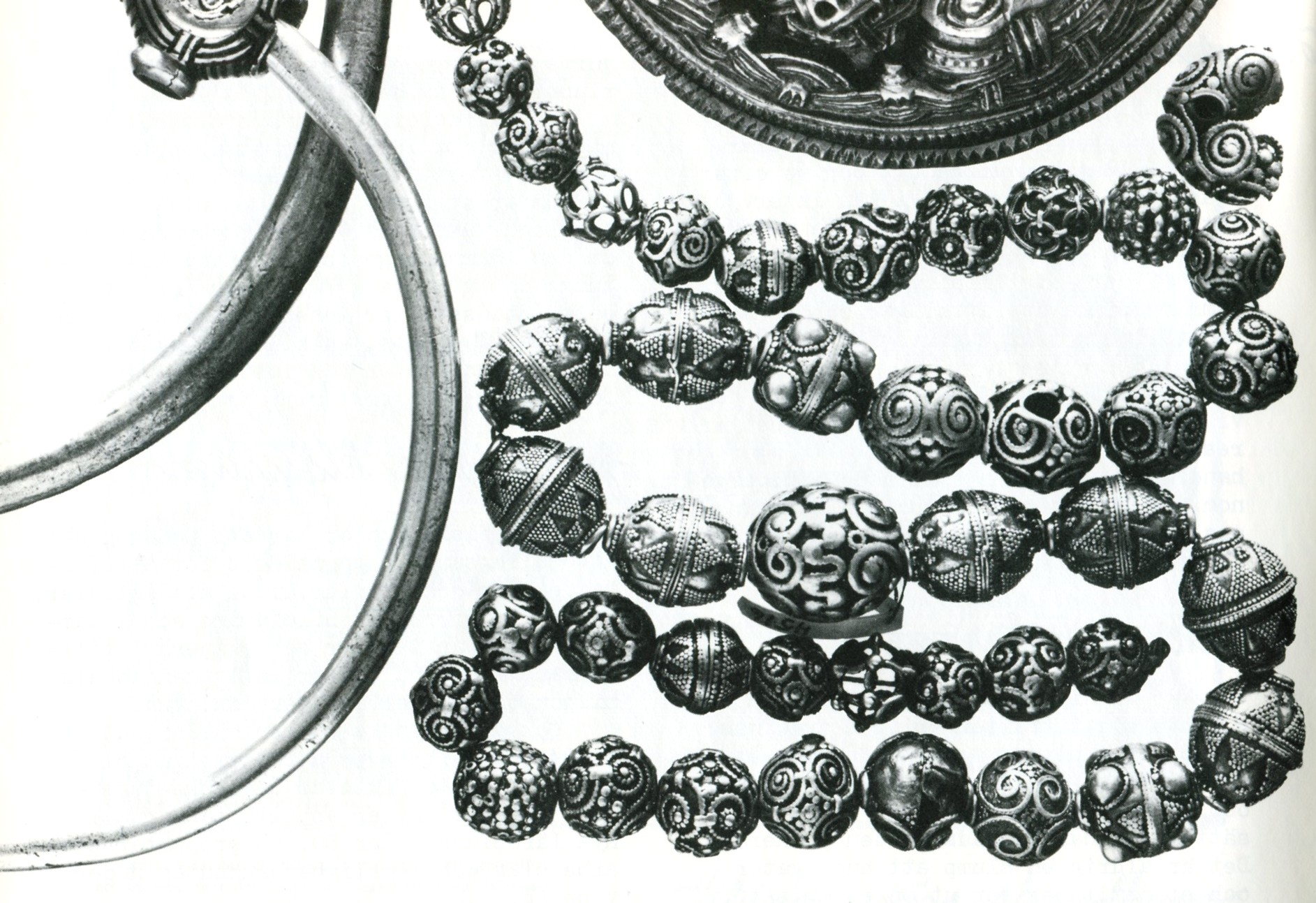
Några föremål ur Vårbyskatten.

Den 16 april 1871 var den 14-årige Otto Ludvig Jonsson ute i skogen vid Vårby (dagens Huddinge kommun) för att hämta ris. Under en sten hittade han Södermanlands största silverskatt. Denna vikingaskatt härstammar från 900-talet och vid den tiden var Vårby den mäktigaste byn i området. Troligen grävdes skatten ner under orostider. Otto Ludvig Jonsson fick 250 kronor för sitt fynd, vilket var en betydande summa på den tiden. Vårbyskatten består av 43 kvinnliga och manliga silversmycken från både väst och öst. Det fanns också arabiska mynt som gjorts om till smycken. Idag finns skatten på Historiska museet.
Vårbyskatten inspirerade keramikern Mari Pårup till en offentlig utsmyckning; Vårbyskatter på Vårbyhuset i Vårby gård, som ligger nära fyndplatsen. Keramikreliefen invigdes år 2008 och består av över hundra halvklot i glaserad stengodslera. Monterade på tegelväggen framkallar de bilden av ett jättelikt halsband där de största av "pärlorna" har en diameter av cirka 50 cm och de minsta 15 cm. Pärlorna varierar även i färg och uttryck.

### Operafyndet
Depåfyndet hittades av en tillfällighet då en murare vid namn Engvall fann ett vackert skrin, placerat under golvet till Operakällaren. Skrinet och en del av mynten står numera utställda på Historiska museet. Då den oförseglade asken öppnades, fann han att den var full av gamla, något svarta silvermynt i en klunga. Fyndet anmäldes och inlämnades till museet. Det lilla skrinet är starkt ärgat men mycket fint, med en enkel låsanordning vilken har en ögla för fästandet av ett hänglås med palmettliknande gångjärn. Den står på små kulformiga fötter och är för övrigt helt gjord av ganska tunn bronsplåt med fastsvetsad botten. Skrinet går ännu att öppna, har en höjd på cirka fyra centimeter och en bredd på det dubbla. Botten sitter fortfarande fast.
Mynten var präglade under 1500- till 1600-talet och hade ett antal på nästan 90 stycken, nästan alla var svenska. Bland annat fanns drottning Kristinas Göteborgs-öre, mynt från Karl XI, Kristian Ludvig av Braunschweig-Lüneburg, August av Braunschweig-Wolffenbüttel med mera. De äldsta mynten kom från Karl IX:s tid, de yngsta från Karl XI:s. Det fanns dessutom ett sällsynt exemplar av Karl X Gustavs begravningspenning samt Karl XI:s kröningspenning.

### Vallaskatten
Vid Valla gård i nuvarande stadsdelen Årsta påträffades två skatter; den ena 1910 och den andra 1919. Det kan röra sig om en så kallad tvillingskatt, där en större samling mynt delats och gömts på två närliggande platser. Den första skatten upptäcktes av järnvägsarbetaren Carl Larsson i samband med  arbetet för den nya järnvägen mellan Nyboda och Enskede (Nyboda–Enskede Järnväg). Skatten bestod av 915 silvermynt. 
Den andra skatten påträffades av stentryckaren Nils W Rundblom. Den innehöll 2 972 mynt. Med hjälp av myntens präglingar (den yngsta under Karl IX:s tid) kan det fastställas att skatten sannolikt gömts strax efter 1611. Skatterna låg inlindade i tyg och näver och var nedgrävda i en bergsskreva i skogen inom Vallas område. Mynten tillhörde troligen en förmögen person eftersom de motsvarade ett stort värde. Exempelvis kunde man på 1600-talet köpa 17 oxar eller drygt 20 tunnor sill för pengarna.